# Theodore Ts'o
Theodore Y. "Ted" Ts'o (en chino: 曹子德) (n. Palo Alto, California en 1968) es un desarrollador de software principalmente conocido por sus contribuciones al núcleo Linux, en particular sus contribuciones a los sistemas de archivos.

## Biografía
Graduado en 1990 en el MIT con grado en ciencias de la computación. Después de graduarse, trabajó en el departamento de Sistemas Informáticos (IS) del MIT hasta 1999, cuando entre otras cosas fue líder del equipo del proyecto Kerberos V5. Después del MIT IS, trabajó para VA Linux Systems durante dos años. A principios de diciembre de 2001, fue empleado por IBM, trabajando para mejorar el rendimiento y escalabilidad del núcleo Linux. En diciembre de 2007, comenzó a trabajar para The Linux Foundation
Ts'o inicialmente sirvió como Jefe de Plataformas estratégicas en la fundación. En diciembre de 2008 fue ascendido a Jefe de Oficina Tecnológica de la organización. Ts'o reemplazó a Markus Rex, quien retornó a Novell.
Cerca de enero de 2010 Ts'o fue contratado por Google, donde luego declaró: "Voy a estar trabajando en el kernel, sistema de archivos, y cosas de almacenamiento".
Fue el principal desarrollador y mantenedor del e2fsprogs, los utilitarios de userspace para los sistemas de archivo ext2 y ext3, y como mantenedor del sistema de archivos ext4. Ts'o sirvió como Tesorero de USENIX hasta junio de 2008, y recibió un premio en el anual Linux Kernel Developers Summit. Ts'o es un Desarrollador Debian, manteniendo varios paquetes, mayormente los relacionados con el sistema de archivos, incluido el e2fsprogs desde marzo de 2003.
Ts'o inició sus trabajos en el núcleo Linux en julio de 1991, cuando el núcleo aún estaba en sus primeras fases. De acuerdo con Linus Torvalds, fue el primer desarrollador del núcleo Linux de Estados Unidos.[cita requerida] Fue miembro del Directorio de Área de Seguridad para la Internet Engineering Task Force, y uno de los encargados de la unidad de trabajo de IPsec. También es uno de los miembros fundadores de Free Standards Group, y actualmente sirve en la organización como coordinador.
Fue galardonado por la Free Software Foundation con el Award for the Advancement of Free Software.

## Controversia del Ext4
Ts'o creó una gran controversia en marzo de 2009, cuando sugirió que GNOME y KDE deberían adoptar el registro de sistema al estilo-Windows para la configuración de las aplicaciones, para compensar las diferencias en el buffer de la operación escritura en el sistema de archivos ext4.

El método lógico apropiado es no hacer cientos de pequeños archivos en privado en los directorios ~/.gnome* y ~/.kde*. Sino que la respuesta es el uso apropiado de una pequeña base de datos como sqlite para los registros de las aplicaciones, para mejorar aquello que es alojado y ofrecido para esta base de datos en chunks, y que utiliza fdatawrite() en lugar de fsync() para garantizar que los datos estén escritos en el disco.
Theodore Y. "Ted" Ts'oRegarding Ext4 Data Loss